# Krisztus (Liszt)
A Krisztus című oratórium Liszt Ferenc legnagyobb szabású és egyik legjelentősebb műve. Komponálására rendkívül hosszú időt fordított: a munkát 1855-ben kezdte, az utolsó részekkel pedig 1867-ben végzett. A hatalmas mű három tételből áll: Karácsonyi oratórium, Vízkereszt után, Szenvedés és feltámadás. Az oratórium nyomtatásban 1872-ben jelent meg Schuberthnél, műjegyzékszáma S.3.

## A mű születése

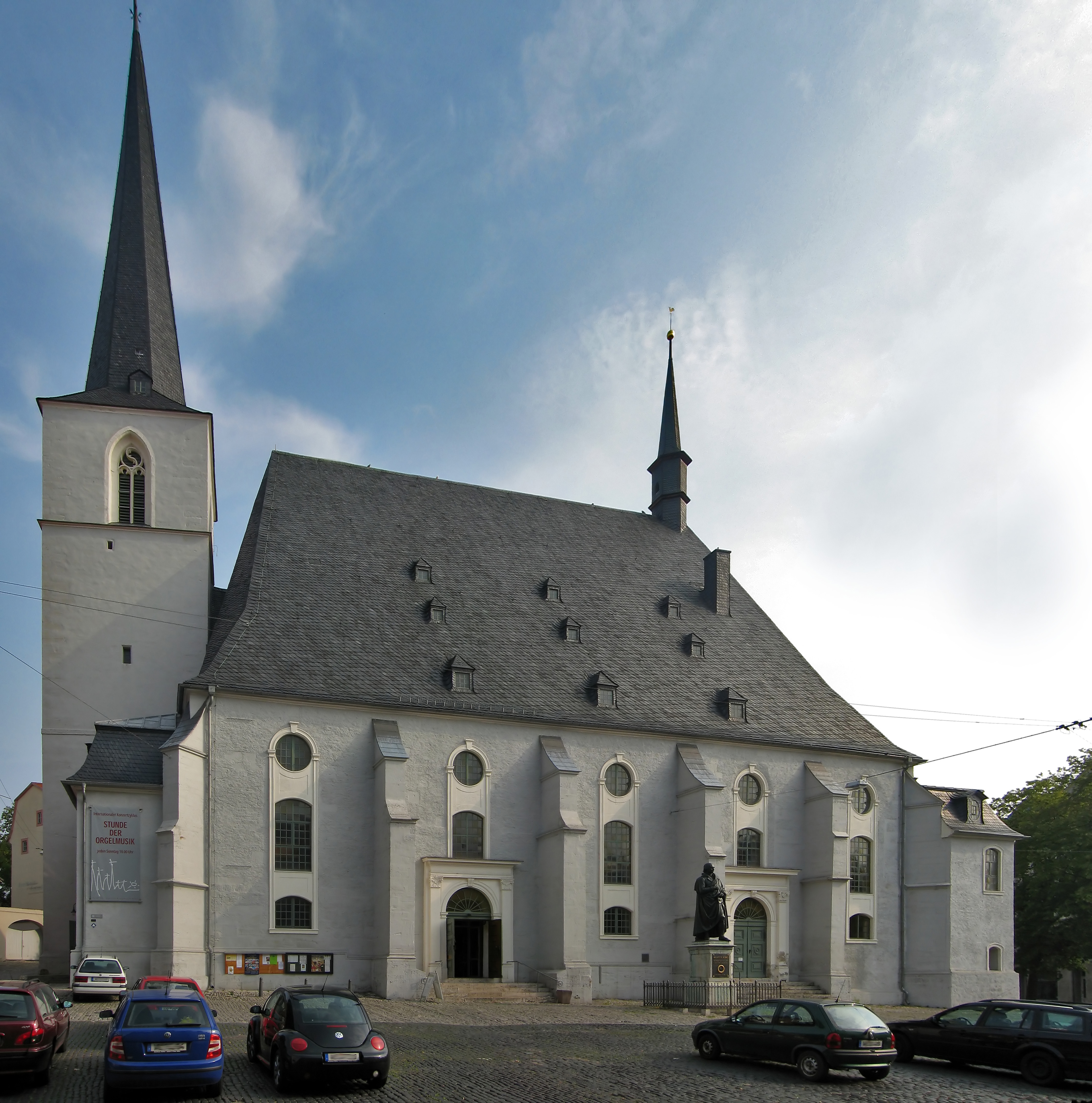
A weimari Stadtkirche

A Krisztus-oratórium megírása régóta foglalkoztatta Lisztet, annyira, hogy már 1853-ban meg akarta kérni barátját, az egyébként egyházellenes Georg Herwegh költőt a szöveg megírására. Legközelebb 1857-ben merült fel ismét az oratórium gondolata, amikor Hector Berlioz Krisztus gyermekkora című oratóriumát vezényelte. Ekkor élettársát, Carolyne zu Sayn-Wittgenstein hercegnőt kérte meg a nyers szövegkönyv összeállítására, ami alapján a verseket Peter Cornelius zeneszerző írta volna. Ez a terv sem valósult meg. Végül 1862-ben, amikor már Rómában élt, látott hozzá régóta dédelgetett terve megvalósításához. A latin nyelvű szöveget végül a zeneszerző maga állította össze a Biblia és a katolikus liturgia szövegeiből. A háromtételes mű anyagába beillesztette két korábbi egyházi kórusművét, a Nyolc boldogságot (Les Béatitudes, 1855–59, S.25) és a Miatyánkot (Pater noster, legkésőbb 1860, S.29). Az 1866 végén befejezett nagy mű utóbb még két tétellel egészült ki: a húsvéti himnusszal (O filii et filae) és egy – már szintén meglévő – pápai himnusz (Pio IX, Der Papsthynus, S.361) átdolgozásával.
A kéziratra ezt írta: „Befejezve 1866. szeptember 29-én (Szent Mihálykor) – Madonna del Rosario, átnézve november 22-től december 4-ig, Santa Francesca Romans.” A kotta ekkor még nem tartalmazta a 8. és 13. számot, ezeket csak 1867-ben illesztette be. Liszt tisztában volt vele, tapasztalta, hogy zeneszerzői tevékenységét saját kora nem nagyon érti meg, ezért keserűen jegyezte meg Carl Gillének írt levelében: „Mikor és hol szólal meg, semmiképpen sem érdekel. A dolgaim megírása számomra művészi szükségszerűség, de megírásuk tényével tökéletesen megelégszem.” Agnes Streetnek pedig ezt írta: „A Krisztus […] várhat, akár halálom utánig… Nem szorul rá, hogy házaljanak vele…”.

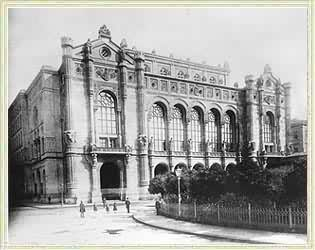
A Pesti Vigadó

Ennek ellenére a műből – még Liszt életében – bemutattak részeket: 1866-ban Rómában adták elő két részletét, 1867-ben ismét Rómában az egész első részt, a Karácsonyi oratóriumot (Giovanni Sgambaci, Liszt tanítványa vezényelt), 1871-ben pedig Bécsben (itt Anton Rubinstein volt a karmester). A teljes művet először maga Liszt vezényelte a weimari  Herder-templomban (Stadtkirche), 1873. május 29-én. Az oratóriumot Pesten 1873. november 9-én mutatták be a Vigadóban, Richter János dirigálásával. Ismertek a közreműködők is: az énekesek Nádayné Vidmár Katalin, Kvassayné Saxlehner Emma, Pauli Richárd, Láng Fülöp és Kőszeghi Károly voltak, orgonán Bellovics Ferenc, harmóniumon Erkel Gyula játszott.
A hatalmas mű sikert aratott a bemutatókon, de közel sem olyat, mint a Szent Erzsébet legendája. Néhányszor még előadták német és magyar városokban, de aztán gyakorlatilag elfeledkeztek róla, pedig a Krisztust az utókor remekműként tartja számon. Még az első magyar hangfelvétel is csak 1971-ben jelent meg róla. Azóta gyakrabban játsszák mindenfelé, és újabb hangfelvételeket is megjelentetnek. Az átmeneti csendnek minden bizonnyal az volt az oka, hogy az oratórium rendkívül hosszú, mintegy háromórás. Előadása rendkívül nehéz: zenekari tételek váltakoznak kórusra, szólistákra és zenekarra, csak szólóra és zenekarra, illetve csupán orgonakíséretes kórusra; ráadásul újabb problémát jelent a kottába nyomtatott bibliai mottók, idézetek esetleges megszólaltatása (ettől többnyire el szoktak tekinteni). Gond az is, hogy a kórusrészleteket csak igazán képzett énekkarok képesek elénekelni. Az is okozhatta átmeneti háttérbe szorulását, hogy a Liszt oratóriuma jobban kapcsolódik a liturgia törvényszerűségeihez, dogmájához, mint az oratóriumzene szabályaihoz, és mindennek a tetejébe még rendkívül hosszú, háromórás alkotás.
A Krisztus-oratóriumot mindezek ellenére az utóbbi években egyre gyakrabban adják elő hangversenyeken, és egyre több nívós hangfelvétel is készül belőle. A liturgiai jelleg előtérbe kerülése (az „oratóriumos” jelleg rovására) ellenére – bármily meglepő – szcenírozott koncertelőadások is születtek a Krisztus-oratóriumból. Már 1938-ban, Oláh Gusztáv színpadra állított egy ilyen előadást, amelyről Szomory Dezső elragadtatott kritikát írt. 2011-ben, a Budapesti Tavaszi Fesztivál keretében újabb hasonló produkció került a közönség elé, Mispál Attila rendezésében.

## A zene
Az oratóriumban – akárcsak a Szent Erzsébetben és a Via crucisban – nincs testo, mesélő, de még a szereplők sem lépnek elő a maguk közvetlenségében, legfeljebb pillanatokra (A csoda, Szomorú az én lelkem). A szövegbe semmi nem egyházi szöveget nem tett bele, mert fontosabbnak tartotta a krisztusi tanítás lényegét, mint életének és halálának történetét. Hamburger Klára szerint: „A kompozíció … korántsem steril, hanem ízig-vérig vallomásos erejű programzene, még állóképeiben is az. A Krisztus-oratórium Liszt római alkotóperiódusának legnagyobb szabású, legtipikusabb és legjelentősebb műve. Itt már kivirult az az »átmeneti« stílus, amely az Erzsébet-legenda táján bontakozott ki. Magasrendű művészi példatára annak, hogyan ment végbe – a legkülönfélébb elemek időleges szimbiózisával – az átalakulás a weimari nagyromantikus és a kései Liszt aszkétikussá sűrűsödött zenei nyelve között.” Alan Walker véleménye a műről: „Három óra alatt az oratórium egy évszázadnyi utat jár be a harmóniai fejlődés terén. Pasztorálisan egyszerű zenével indít, s profetikus zenével zár. S nem túlzás »próféciáról« beszélni a Krisztus oratórium vége felé hallható egyes szakaszok kapcsán, amelyekhez hasonló zene a modern időkig nem született.”
A mű hangszerelése: piccolo (vagy 3. fuvola), két fuvola, két oboa, angolkürt, két klarinét, két fagott, négy kürt, három trombita, három harsona, tuba, üstdob, cintányér, nagydob, harang, hárfa, orgona (vagy harmónium), vonósok. Az énekes szólók: szoprán, mezzoszoprán, alt, tenor, bariton, basszus. Közreműködik még egy négyszólamú vegyeskar (gyermekkar) is.
A Krisztus oratórium három tételből áll. Az első két tétel öt-öt, az utolsó négy számból áll. A felépítése:
I. tétel, Weihnacts-oratorium – Karácsonyi oratórium
1. Einleitung – Bevezetés (zenekar)
2. Pastorale und Verkündigung des Engels – Pastorale és Annunciáció (szoprán, kórus, zenekar)
3. Stabat Mater speciosa (kórus, orgona)
4. Hirtenspiel an der Krippe – Pásztorok a jászolnál (zenekar)
5. Die heiligen drei Könige – A három királyok (zenekar)

II. tétel, Nach epiphania – Vízkereszt után
1. Die Seligpreisungen – Nyolc boldogság (bariton, kórus, orgona)
2. Das Gebet des Herrn: Pater noster – Miatyánk (Máté 6,9–13) (kórus, orgona)
3. Die Gründung der Kirche – Az egyház alapítása (kórus, orgona, zenekar)
4. Das Wunder – A csoda (bariton, kórus, zenekar)
5. Das Einzug in Jerusalem – Bevonulás Jeruzsálembe (szoprán, mezzoszoprán, tenor, basszus, kórus, zenekar)

III. tétel, Passion und Auferstehung – Szenvedés és feltámadás
1. Tristis est anima mea – Szomorú az én lelkem (bariton, zenekar)
2. Stabat Mater dolorosa (szólók, kórus, zenekar, orgona, harmónium)
3. O filii et filiae – Ó fiak és leányok (női- vagy gyermekkar)
4. Resurrexit – Feltámadott (szólók, kórus, zenekar, orgona, harmónium)

### Első tétel
Az I. tétel 1. száma, a Bevezetés, zenekarra íródott, fölé írva a „Rorate coeli desuper…” idézet (Ézsaiás 45,8.) és két részből áll: egy gregorián dallamból eredő, sejtelmes hangulatú andante sostenuto kezdetből és egy allegretto moderato Pastoraléból, amely szintén gregorián témájú, de megszólal a Halleluja-téma is. A bevezetőt finom, puha vonóshangzás és némi népies íz jellemzi, a két rész végén gyönyörű, éteri befejezésekkel.
A Pastorale és Annunciáció című 2. részben a szoprán szóló, a vegyeskar és a hárfával és orgonával kiegészített zenekar szólal meg. A kezdetén a szoprán szóló kíséret nélkül, szabadon énekli a gregorián Angelus antifónát, amiből – valamint a Hallelujából és Liszt saját szerzésű dallamából származó Gloriából szövődik a tétel, úgy, hogy diatonikus és modális harmóniák mellett – az f híján – egészhangú skálát is találunk benne (esz – g – a – h – cisz – disz).
A 3. szám (Stabat Mater speciosa) orgonakíséretre és kórusra íródott, alcíme szerint himnusz. A forrásul szolgáló szöveget (szerzője ismeretlen) Liszt veje, Émile Ollivier, Blandine lányának férje – aki a párizsi Bibliothèque Nationaléban találta meg – ajánlotta megzenésítésre. Liszt a 24 tercinából álló, a jászolban fekvő kisdedet szemlélő Mária boldogságáról szóló vers egy kivételével valamennyi szakaszát megzenésítette. Ennek a résznek a zenéje általában egyszerű, azonos ritmikájú, az orgonának pedig főleg kísérő szerepe van.
A 4. szám, a Pásztorok a jászolnál népiesnek ható stílusában az 1. szám Pastorale részéhez kapcsolódik, kiemelt szerepet kapnak benne a fafúvók. A tétel formailag lényegében A B C (kidolgozás) A variáns–kóda felépítésű. Az A rész témái egy 6/8-os metrumú pasztorális dallamból és egy váltva 2/4–3/4-es dallamból állnak, a B rész egy korálszerű dallamból és annak variációiból áll. A kidolgozás az A és B témáiból, a kóda a B-ből használ anyagot.
Az 5. rész (A három királyok) is zenekaron szól. Zárójeles alcíme szerint induló, és valóban, a napkeleti bölcsek vonulását szemlélteti, beírt szövege: „Et ecce stella” (Máté 2,9). Érdekesség, hogy az indulótémák Lisztnél mindig magyaros jellegűek, így itt is az. A nagy zenekari tutti a betlehemi csillag megtekintését festi, ami után csendes, áhítatos szakasz következik, hogy a tétel vége ismét fényes, nagyszabású C-dúr tuttival záruljon.

### Második tétel
A II. tétel egésze Máté evangéliumán alapszik. A tétel első, a teljes mű 6. száma a Nyolc boldogság, Lisztnek egy korábban (1855–59), tulajdonképpen az oratórium elemei közül elsőnek elkészült, önálló kórusműve (műjegyzékszáma S.25), amelynek az alapja a Hegyi beszéd: „Boldogok a lelki szegények, mert övék a mennyeknek országa” (Máté 5,3–10). A tételben a bariton szóló és a kórus felelget egymásnak, az orgona közreműködésével. Az elején az orgona finoman, érzékenyen szólaltatja meg a mottó Rorate dallamát; végig visszafogott a hangulat. Ebből a fontos dolgokat Liszt azzal emeli ki, hogy unisono szólaltatja meg őket.
A 7. szám, a Pater noster, a Miatyánk (Máté 6,9–13), az ima megkapóan egyszerű, bensőséges zenei megfogalmazása. Ez a rész szintén már korábban, 1860-ban megkomponált darabja Lisztnek (S.29). A gregorián stílusú tételben négyszólamú kórus és orgona szerepel.
A tétel középső, az oratórium 8. száma az egyházalapításról szól („Tu es Petrus, et super hanc petram aedificabo Ecclesiam meam, et portae inferi non praevalebunt – Te Péter vagy, és ezen a kősziklán építem fel az én anyaszentegyházamat, és a pokol kapui sem vesznek rajta diadalmat”, Máté 16,18). A viszonylag rövid, mintegy öt perces részben a kórus, az orgona és zenekar működik közre. A rész zenekari bevezetővel, majd a férfikar unisono énekével kezdődik. Érdekes módon Liszt beillesztett egy zenekari és orgonakíséretes négyszólamú vegyeskari himnuszrészletet, amit saját Pápai himnuszából vett át, és amely János evangélista sorain alapul (János 21,15).
A 9. rész A csoda. Mottója Máté evangéliumából származik: „És imé nagy háborgás lőn a tengeren, annyira, hogy a hajót elborítják vala a hullámok” (Máté 8,24–26). Ebben a részben Liszt megszemélyesíti a darab szereplőit (ahogy egyébként az oratóriumokban általában szokás): Máté apostol szavait énekli az unisono férfikar (a tanítványok), illetve a kíséret nélküli bariton szóló, azaz Krisztus. Nagy zenekari tabló jeleníti meg a Genezáreti tavon dúló vihart, az aggódó tanítványokat a csodatévő Krisztus nyugtatja meg. Liszt különös gonddal dolgozott ezen a részleten. 1865-ben arról számolt be Wittgenstein hercegnőnek, hogy milyen javításokat végzett a vihar és a megnyugvás érzékeltetése érdekében.
A Bevonulás Jeruzsálembe az oratórium 10. száma, hatalmas, mintegy 14 perces darab. Szövege rövid, a Jézust ünneplő tömegé („Hosanna filio David! Benedictus qui venit in nomine Domini! Gloria in excelsis! – Hozsánna a Dávid fiának! Áldott a ki jő az Úrnak nevében! Hozsánna a magasságban!”, Máté 21,9). Az egész tételben ezt a szöveget ismételgetik, alkalmasint sorrendjüket felcserélgetve. A tételben a szoprán, a mezzoszoprán, a tenor, a basszus, a kórus és a zenekar működik közre. Ebben a részben Liszt számos, különböző stíluselemet szerepeltet: a monotematikus, „nagyromantikus” harmonizálás mellett gregorián dallamok, pentaton elemek, modális részletek találhatók, és alkalmaz preimpresszionista funkciókeverést is. A letét is heterogén: unisono és polifón részletek mellett bachi fúgaexpozícióval és még némi operás hangvétellel is találkozunk. A zenekari bevezetőt kórussal kibővített indulótéma követi, majd a középrészben lép be a mezzoszoprán szóló. A tétel harmadik, az elsőre visszautaló szakaszában jelenik meg a fúgaexpozíció, a végét a „hozsannás” kóda zárja le.

### Harmadik tétel
A III. tétel a Szenvedés és feltámadás címet viseli. Kezdőszáma, az oratórium 11. száma, Márk evangélista szavain alapul („Tristis est anima mea – Szomorú az én lelkem”, Márk 14,34–36). A keresztre feszített, a közelgő haláltól gyötrődő Krisztus fájdalmas szavait először a zenekar szólaltatja meg, majd a bariton szólista, Krisztus megszemélyesítője énekli a szöveget. Ezután egy hosszabb zenekari rész következik, majd a bariton szóló ismétli Krisztus szavait. A következőkben a bariton a szöveg folytatását énekli Desz-dúrban, majd a nagy dinamikai csúcspontot követő kóda halk pizzicato-akkordokkal zárul.
A 12. szám a nagyszabású Stabat Mater dolorosa, amelyben a szólók mellett a kórus, a zenekar, az orgona és a harmónium szólal meg. Ez a rész a Krisztus-oratórium leghosszabb, majdnem 40 perces, közel ezer ütemes egysége, a tradicionális, Jacopone da Todi-féle Stabat Mater szövegére és dallamára íródott. A költemény a keresztre feszített Krisztust sirató Mária fájdalmát énekli meg, és Liszt a költemény mind a húsz tercináját megzenésítette (pontosabban: a 19. helyett saját szakaszt írt). A feldolgozás során Liszt sajátos variációs formát alkalmazott, a tömbökbe szervezett változatokban egy-egy tercinát dolgozott fel, kivéve az 5., 6. és 14. variációt, amelyek két tercinát foglalnak magukban, ezen felül több helyen szövegismétléseket is alkalmazott. A tétel két, közel egyforma hosszú részre oszlik (expozíció, reexpozíció, utóbbi valamivel hosszabb). A 12. rész szerkezete Hamburger Klára nyomán (a nagy betűk a tömböket, az arab számok a variációkat jelölik):
| Expozíció   | A    | 0. Zenekari bevezetés             | 1–27. ütem    |
| Expozíció   | A    | 1. Stabat Mater dolorosa          | 28–64. ütem   |
| Expozíció   | A    | 2. Cujus animam gementem          | 65–86. ütem   |
| Expozíció   | A    | 3. O quam tristis et afflicta     | 86–114. ütem  |
| Expozíció   | A    | 4. Quae morebat et dolebat        | 114–159. ütem |
| Expozíció   | B    | 5. Qui est homo, qui non fleret   | 160–197. ütem |
| Expozíció   | B    | 6. Pro peccatis suae genus        | 197–283. ütem |
| Expozíció   | C    | 7. Eja mater, fons amoris         | 284–344. ütem |
| Expozíció   | C    | 8. Fac, ut ardeat cor meum        | 344–409. ütem |
| Expozíció   | C    | 9. Sancta mater, istud agas       | 410–474. ütem |
| Expozíció   | C    | 10. Tui nati vulnerati            | 475–506. ütem |
| Reexpozíció | Av   | 11. Fac, ut tecum pie flere       | 507–542. ütem |
| Reexpozíció | Av   | 12. Juxta crucem tecum stare      | 543–578. ütem |
| Reexpozíció | C,   | 13. Virgo, virginum praeclara     | 579–633. ütem |
| Reexpozíció | D    | 14. Fac, ut portem Christi mortem | 629–700. ütem |
| Reexpozíció | B, A | 15. Inflammatus et accentus       | 701–757. ütem |
| Reexpozíció | C2   | 16–17. Fac me cruce custodiri     | 785–877. ütem |
| Reexpozíció | D    | 18. Quando corpus morietur        | 778–932. ütem |
| Reexpozíció | D    | Amen (Kóda)                       | 933–942. ütem |

Ez a tétel a nagyromantikus Liszt zenei stílusának folytatója a dús kromatikával, a szabadon kezelt enharmóniával. Az énekszólamok akkordikusan mozognak, és felfedezhető benne Bach hatása. A dramaturgiának megfelelően több fortissimós rész van, a legnagyobb fff csúcspont a 701. ütemmel kezdődik. Érdekes, hogy az f-mollban induló tétel F-dúrban zárul, háromszoros pianissimóban.
A tétel következő, az oratórium 13. száma az O filii et filiae – Ó fiak és leányok, a Húsvéti himnusz (Oyster-Hymne), amit Liszt utólag illesztett az oratóriumba. A darab rövid, alig háromperces, az oratórium talán legismertebb tétele. A kétszólamú női vagy gyermekkórust (az alt szólammal együtt énekel a szoprán is) csupán a harmónium – ennek hiányában fafúvók fuvolák, oboák és klarinétok – kísérik. Puritán, aszketikus, éteri hatású zene, amelynek nincs basszusszólama.
A 14. szám címe Resurrexit (Feltámadott). Nagyon rövid a szövege: „Resurrexit tertia die! Christus vincit, Christus regnat, Christus imperat In sempiterna saeculi. Amen. – Feltámadott a harmadik napon. Krisztus győz, Krisztus kormányoz, Krisztus uralkodik mindörökké, Ámen”, amit néhány „Halleluja” és „Hosanna in excelsis” egészít ki. Zenéjében vegyes, nagyromantikus stílusúak mellett bachos és modális részletek is vannak. A zárótétel reprezentativitását hatalmas apparátus, a közreműködők majd’ mindegyikének (nagyzenekar, hárfa, orgona, harmónium, vegyeskar, a négy szólóénekes) a fellépése biztosítja. Ez a zárószakasz az egész mű összegzéseként értelmezhető, amennyiben sorra megjelennek benne az előző tételek témái, amelyeknek a kerete az egész oratórium mottó-témája, a Rorate-dallam. Az oratórium rövid kódával, bizakodó hangulatú E-dúrban fejeződik be.